# Hatalov
Hatalov – wieś (obec) na Słowacji położona w kraju koszyckim, w powiecie Michalovce. Pierwsze wzmianki o miejscowości pochodzą z roku 1278. 
Według danych z dnia 31 grudnia 2012, wieś zamieszkiwały 754 osoby, w tym 377 kobiet i 377 mężczyzn.
W 2001 roku rozkład populacji względem narodowości i przynależności etnicznej wyglądał następująco:
- Słowacy – 96,88%
- Czesi – 0,26%
- Romowie – 2,47%
- Ukraińcy – 0,26%

Ze względu na wyznawaną religię struktura mieszkańców kształtowała się w 2001 roku następująco:
- Katolicy rzymscy – 71,91%
- Grekokatolicy – 24,32%
- Ewangelicy – 1,04%
- Prawosławni – 0,65%
- Ateiści – 0,65%
- Przedstawiciele innych wyznań – 0,13%
- Nie podano – 0,78%